# 1982
1982 (MCMLXXXII) var ett normalår som började en fredag i den gregorianska kalendern.

## Händelser

### Januari

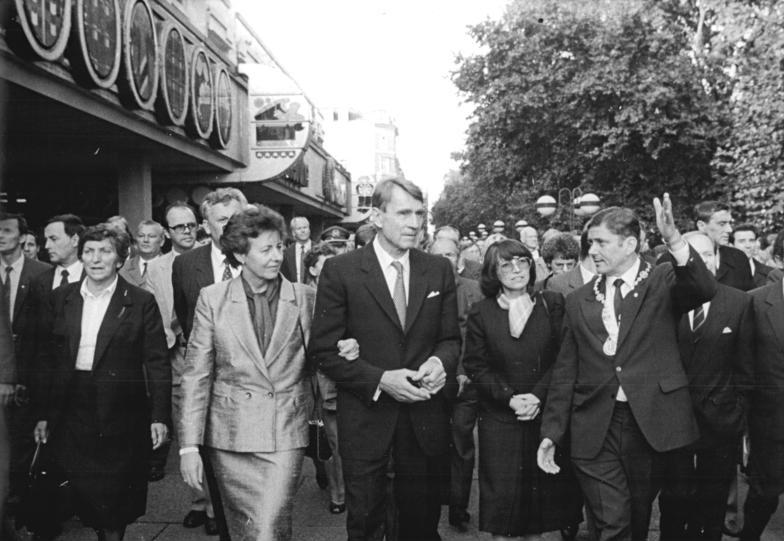
Mauno Koivisto, Finlands nye president.

- 5 januari – Libyska studenter vid Telub i Växjö reser hem i protest sedan de vägrats utbildning i militära ämnen.
- 6 januari – USA:s president Ronald Reagan utnämner William Clark till ny säkerhetschef istället för den avgående Richard V. Allen.
- 8 januari – Den rättegång, som har pågått sedan 1975, där USA har anklagat IBM för monopolsträvanden, läggs ner och alla åtalspunkter stryks[1].
- 10 januari – Minst 250 personer fryser ihjäl i rekordkyla i USA.
- 13 januari – Ett trafikflygplan havererar strax efter start i Potomacfloden i Washington, D.C. varvid 78 personer omkommer[1].
- 14 januari – Volvos koncernchef Pehr G. Gyllenhammar nomineras till Folkpartiets styrelse[2].
- 17 januari – Dr. Julio Iglesias, far till sångaren Julio Iglesias, fritas efter 19 dygn som fånge hos den baskiska separatiströrelsen ETA.
- 25 januari – Kärnkraftsreaktorn Ginna i delstaten New York, USA stoppas då radioaktivt vatten läckt ut[3].
- 27 januari – Mauno Koivisto blir Finlands förste socialdemokratiske president[4].
- 28 januari – Italienska antiterrorstyrkor stormar en lägenhet i Padua och befriar NATO-generalen James Lee Dozier.
- 31 januari
  - Tomas Gustafson vinner 10 000 m under Europamästerskapen i hastighetsåkning på skridskor i Oslo på världsrekordtiden 14.23,59.
  - En svår lavinolycka i närheten av Salzburg, Österrike kräver 12 dödsoffer.

### Februari
- 4 februari – Vetenskapsmän vid NASA hittar fyra nya månar kring Saturnus som nu antas ha 21 månar.
- 5 februari – 55 personer omkommer då ett sydkoreanskt militärflygplan havererar mot ett berg[1].
- 6 februari – Freddie Lakers lågprisflygbolag Laker Airways går i konkurs.
- 7 februari – Ingemar Stenmark vinner slalom i alpina VM i Schladming och Bengt Fjällberg blir trea.
- 8 februari – 32 personer omkommer vid en hotellbrand i Tokyo[1].
- 9 februari – 24 personer omkommer när ett av Japan Airlines ägt DC-8-flygplan havererar i havet utanför Tokyo. Orsaken är tillfällig sinnesförvirring hos flygkapten Seiji Katagiri.
- 10 februari – Ett uppror utbryter i staden Hama i Syrien. Mellan 10 000 och 30 000 personer får sätta livet till.
- 15 februari – I vindhastigheter på över 36 m/s kantrar oljeborrplattformen Ocean Ranger, 320 kilometer utanför Newfoundlands kust. Olyckan kräver 84 dödsoffer, vilka är alla närvarande på oljeplattformen[1]. Orsaken till olyckan är troligtvis en träff av en omkring 20 meter hög monstervåg som slog in genom fönstren i kontrollrummet och spolade bort viktig datautrustning som stabiliserade plattformen.
- 17 februari – I Moskva dödas 25 personer och ett hundratal skadas vid en rulltrappeolycka[1].
- 18 februari – I Finland tillträder en ny regering ledd av socialdemokraten Kalevi Sorsa. De andra partierna som ingår i regeringen är Centerpartiet, Svenska folkpartiet och Folkdemokraterna.
- 21 februari – Thomas Eriksson vinner 30 km vid skid-VM i Holmenkollen.
- 22 februari – Minst 20 personer omkommer vid ett bombdåd framför en kasernbyggnad i Irans huvudstad Teheran.
- 23 februari
  - IRA sänker ett brittiskt fraktfartyg utanför Nordirlands kust. Besättningen har innan tvingats överge fartyget.
  - Stellan Skarsgård får vid filmfestivalen i Berlin pris för sin rollprestation i Hans Alfredsons Den enfaldige mördaren[5].
- 24 februari – Wasabröd i Filipstad säljs till schweiziska Sandoz[4].
- 26 februari
  - Beväpnade upprorsmän angriper en kasern i Ugandas huvudstad Kampala. 67 angripare stupar och dagen efter avrättar militärmyndigheterna ytterligare 90 misstänkta.
  - Sömmerskorna på statsägda Eisers fabrik i Sollefteå avslutar sin åtta månader långa ockupation av fabriken som inleddes 30 juni 1981 efter besked att fabriken skulle läggas ned omedelbart[2].

### Mars

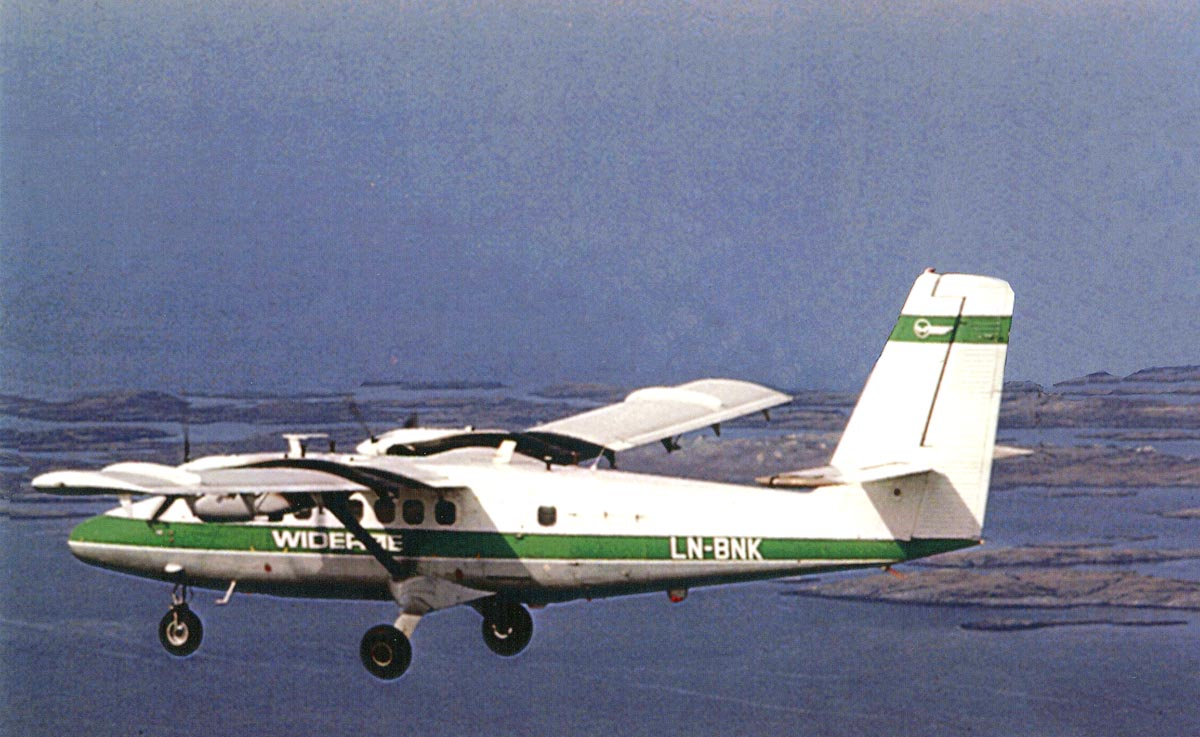
Mehamnolyckan.

- 6 mars – I Egypten faller domarna mot de 24 män som åtalats för mordet på president Anwar Sadat. Fem av dem döms till döden.
- 11 mars – 15 personer omkommer då ett norskt trafikflygplan störtar i havet vid Nordsjön på väg till Mehamn[1].
- 15 mars – I Colombia segrar presidenten Turbays liberala parti vid parlamentsvalen.
- 18 mars
  - Mul- och klövsjukan upptäcks på Fyn. Sverige stoppar import av kött från Danmark.
  - Fyra nederländska journalister skjuts ihjäl i El Salvador. Nederländerna beskyller regeringstrupperna för dådet.
- 19 mars
  - USA:s president Ronald Reagan meddelar att USA skickar övervakningssoldater till Sinaihalvön[6]..
  - Utvisade chilenare anklagar svenska polisen för att ha drogat och misshandlat dem. Efter utredning säger Justitieombudsmannen att det var rätt att ge dem lugnande medel.
- 21 mars – USA:s rymdfärja Columbia ger sig ut på sin tredje och dittills längsta färd. Rymdfärjan manövreras av Jack Lousma och Gordon Fullerton.
- 23 mars – 100 000 franska bönder protesterar i Paris, dels mot regeringen, dels mot EG:s jordbrukspolitik.
- 27 mars – Den regerande militären i Bangladesh utnämner den tidigare domaren Abdul Fazal Mohammed Hassanuddin Choudbury till ny president. Statsangelägenheterna sköts dock fortsättningsvis av general Ershad.
- 29 mars – Gruppen Iron Maiden släpper albumet The Number of the Beast som tar sig upp till nummer 1 på brittiska albumlistan.
- 30 mars – Efter 129 varv runt jorden landar USA:s rymdfärja Columbia i delstaten New Mexico i USA.

### April

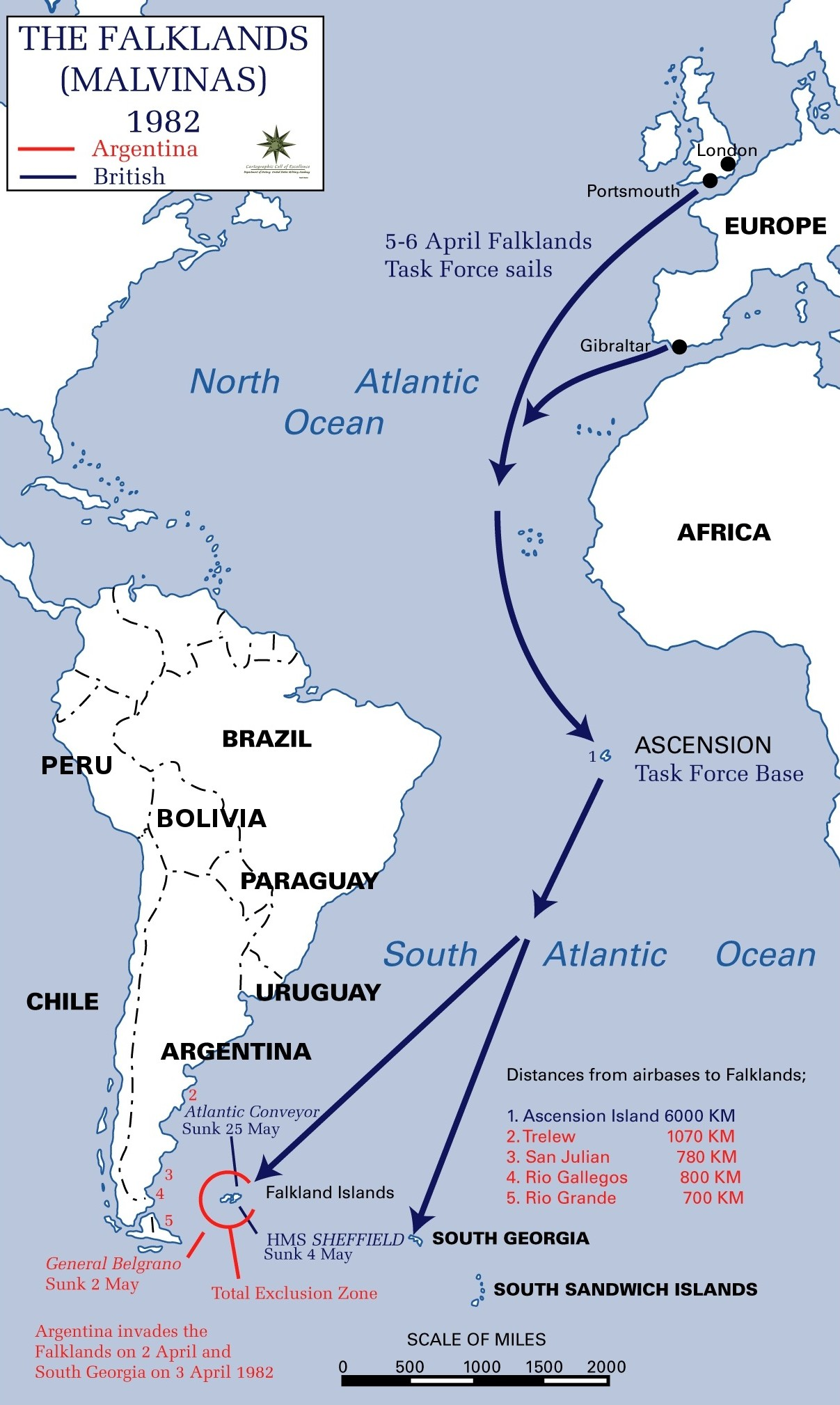
Falklandskriget.

- 2 april – Krig utbryter mellan Argentina och Storbritannien om Falklandsöarna i Sydatlanten[4] då Argentina besätter öarna, och Storbritannien skickar dit 36 fartyg och 5 000 man.
- 3 april – Storbritannien beslutar sända en flottstyrka till Falklandsöarna.
- 11 april – En amerikansk jude skjuter vilt omkring sig i Klippdomen i Jerusalem. Två personer dör och ett fyrtiotal skadas.
- 14 april – Den svenska riksdagen beslutar att JAS skall byggas[7].
- 18 april – En höghusbrand utbryter i Solna varvid 37 lägenheter förstörs. Branden misstänks vara anlagd.
- 30 april – Sveriges riksdag beslutar att Svenska flaggans dag från och med 1983 skall vara Sveriges nationaldag.

### Maj
- 1 maj – Den brittiska flottan når Falklandsöarna och börjar bomba Port Stanleys flygplats.
- 2 maj – En brittisk ubåt sänker den argentinska kryssaren General Belgrano.
- 9 maj – Ingemar "Ingo" Johansson får efter 30 år motta den silvermedalj som han fråntogs vid OS i Helsingfors 1952.
- 15 maj -- demonstration mot kärnvapen i Göteborg samlar minst 70000 deltagare.
- 19 maj – IFK Göteborg, Sverige vinner UEFA-cupen i fotboll genom att bortabesegra Hamburger SV med 3–0 i andra finalen[4]. IFK Göteborg blir därmed första svenska lag att vinna en stor europeisk cupturnering i fotboll.
- 21 maj – Storbritannien sätter in marktrupper i Falklandsöarna[8].
- 25 maj – Den brittiska fregatten Antelope sänks av argentinskt flyg.
- 26 maj – Sveriges riksdag beslutar att införa två karensdagar i sjukförsäkringen från årsskiftet, vilket senare rivs upp av nya SAP-regeringen[2].
- 29 maj – 17-årige Patrik Sjöberg sätter svenskt rekord i höjdhopp med 2,24 meter[9].
- 30 maj – Spanien blir medlem av NATO.

### Juni
- 4 juni

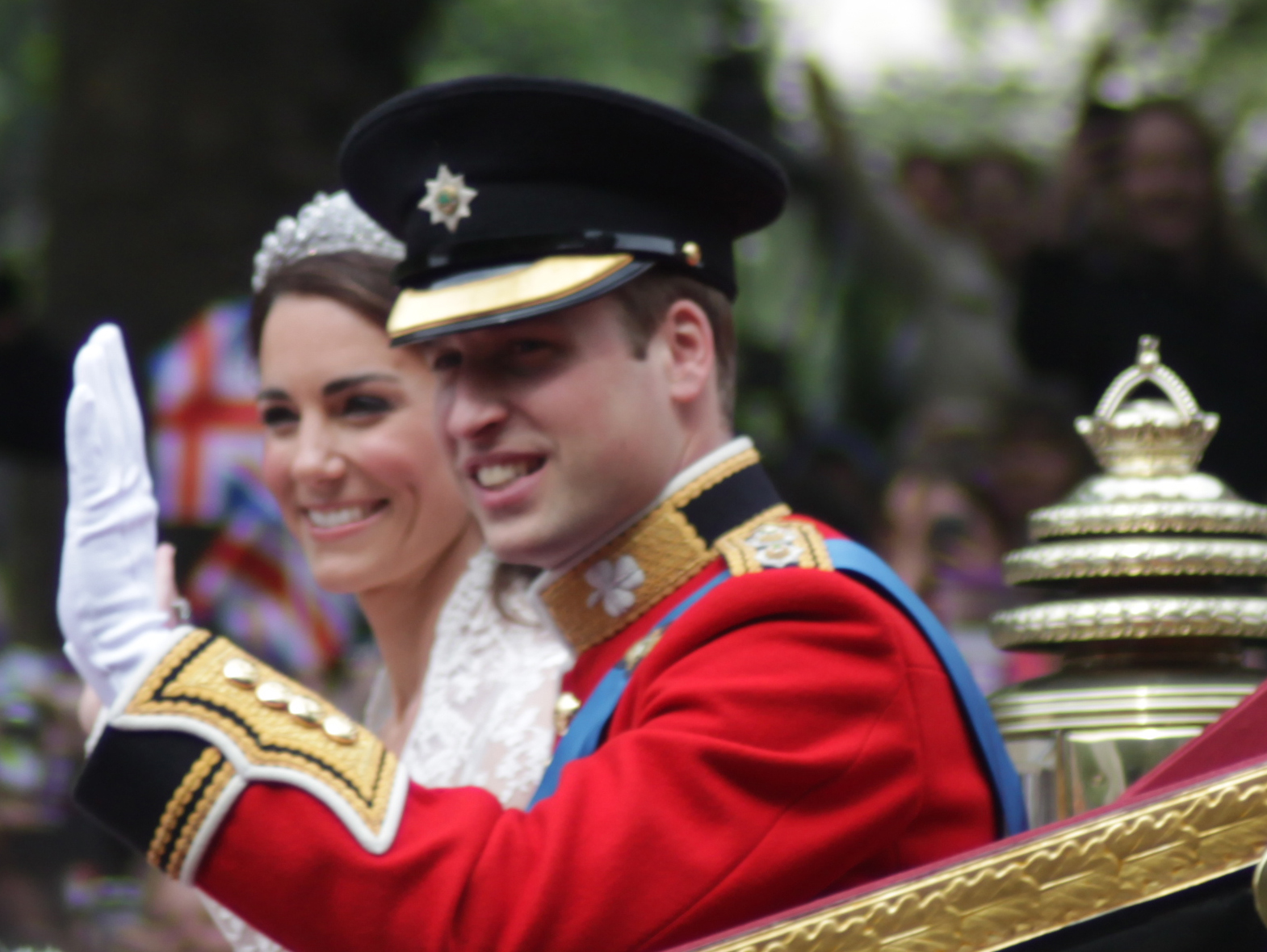
Prins William, hertig av Cambridge föds.

  - Sveriges riksdag röstar ja till utveckling och produktion av svenska stridsflygplanet JAS 39 Gripen, som till 70 % skall bestå av svensktillverkade komponenter, Saab-Scania får största delordern[2].
  - Sveriges riksdag röstar om försvarsbeslutet 1982.
- 6 juni
  - 17-årige Mats Wilander, Sverige blir med sin seger i herrsingelklassen i årets upplaga den yngste någonsin att vinna de öppna franska öppna mästerskapen i tennis[9].
  - Israel invaderar södra Libanon för att hindra PLO att agera militärt.
- 8 juni – 137 personer omkommer då ett brasilianskt trafikflygplan havererar mot en bergstopp[1].
- 14 juni – Efter att brittiska trupper intagit Port Stanley och argentinska trupper kapitulerat sluts vapenvila i Falklandskriget[8].
- 21 juni – Prinsessan Diana föder sin förste son som får namnet William.
- 22 juni – De argentinska soldaterna ger upp kampen om Falklandsöarna, och Storbritanniens premiärminister Margaret Thatcher stärker sin ställning hos den brittiska opinionen[4].
- 24 juni – Sveriges regering beslutar upprätta diplomatiska förbindelser med Vatikanstaten[2].

### Juli
- 3 juli

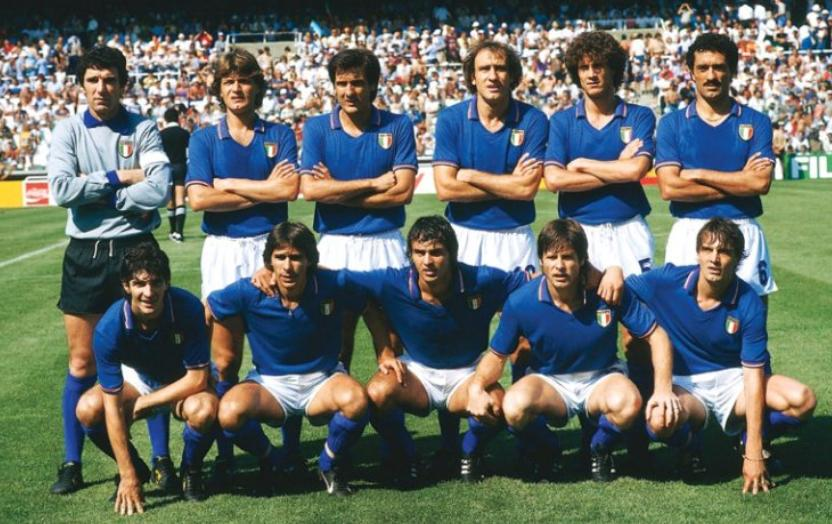
Italien vinner Världsmästerskapet i fotboll 1982.

  - Investmentbolaget Kuben som kontrolleras av Abba och Stikkan Anderson, köper Monark och Stiga[2].
  - Första permanenta Lördagsstängt på Systembolaget,[10] efter en provperiod 1981, beslut 1 juli, återgång till lördagsöppet 1 juli 2001
- 4 juli – Den svenska regeringen godkänner tillverkningen av stridsflygplanet JAS.
- 6 juli – Cirka 90 personer omkommer då ett sovjetiskt flygplan störtar vid Moskva[1].
- 9 juli
  - En främmande man tar sig ända in i drottning Elizabeth II:s sovrum på Buckingham Palace i London. Han sitter lugnt och pratar med drottningen ett tag innan han grips. Kritiken mot den bristande säkerheten blir hård.
  - 11 personer omkommer då ett amerikanskt trafikflygplan störtar i en New Orleans-förort[11].
- 11 juli – Italien vinner VM-finalen i fotboll med 3–1 mot Västtyskland i Spanien[4].
- 12 juli – Minst 90 personer omkommer då två tåg spårar ur och störtar ner i en ravin i Mexiko[1].
- 20 juli – IRA genomför ett bombdåd i London där nio personer omkommer.
- 23 juli – En turist som går ur sin bil i Kolmårdens djurpark dödas av ett lejon.
- 24 juli – 3 personer omkommer då solkurva vållar tågurspårning norr om Söderhamn, Sverige[1].
- 31 juli – Två bussar och två personbilar kolliderar på motorvägen mellan Paris och Lyon, och bensintankarna exploderar. 53 personer omkommer[1], varav 44 barn.
- Juli – Olof Palme lovar i sitt sommartal i Almedalen i Visby att diskutera löntagarfondernas utförande med arbetsgivare och opposition innan de genomförs.

### Augusti

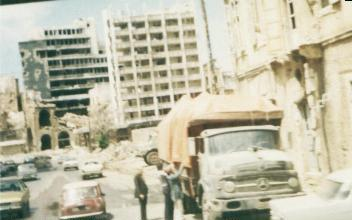
Inbördeskriget i Libanon:Beirut belägras av Israeliska styrkor.

- Augusti – I Sverige börjar den svenska grundskolans läroplan Lgr 80, som infördes 1980, att gälla då läsåret 1982/1983 börjar.
- 4 augusti – Hundratals skogsbränder rasar i Sverige efter svårt torka. I Värmland vållar ett häftigt åskväder ett 50-tal skogsbränder, den största ödelägger 120 000 ton skog ägd av Billerud[3].
- 5 augusti – Värmen kulminerar. I Stockholm uppmäts +33 grader.
- 7 augusti – Nio personer omkommer och 72 skadas då den armeniska väpnade organisationen ASALA genomför en attack mot Esenboğa internationella flygplats i Turkiets huvudstad Ankara.
- 9 augusti – Sex personer omkommer och 22 skadas då en terrorattack genomförs mot en judisk restaurang i stadsdelen Marais i Frankrikes huvudstad Paris.
- 13 augusti – I Hongkong blir det lag på hälsovarningstexter på cigarettpaketen.[12]
- 15 augusti – Ledningen för SVT beslutar stänga av Åsa Bodén fram till valet då hon uttalat sig om löntagarfonderna.
- 21 augusti
  - 6 000 PLO-män drar sig ur Beirut, som belägrats av Israel[5].
  - USA:s president Ronald Reagan meddelar att USA skickar marinsoldater till en internationell styrka i Libanon för att assistera PLO:s tillbakadragande från Beirut[6]..
- 27 augusti – Jan Troells film Ingenjör Andrées luftfärd efter Per Olof Sundmans roman har svensk premiär[9].
- 30 augusti – Den israeliska belägringen av Beirut tvingar PLO att lämna Libanon.

### September

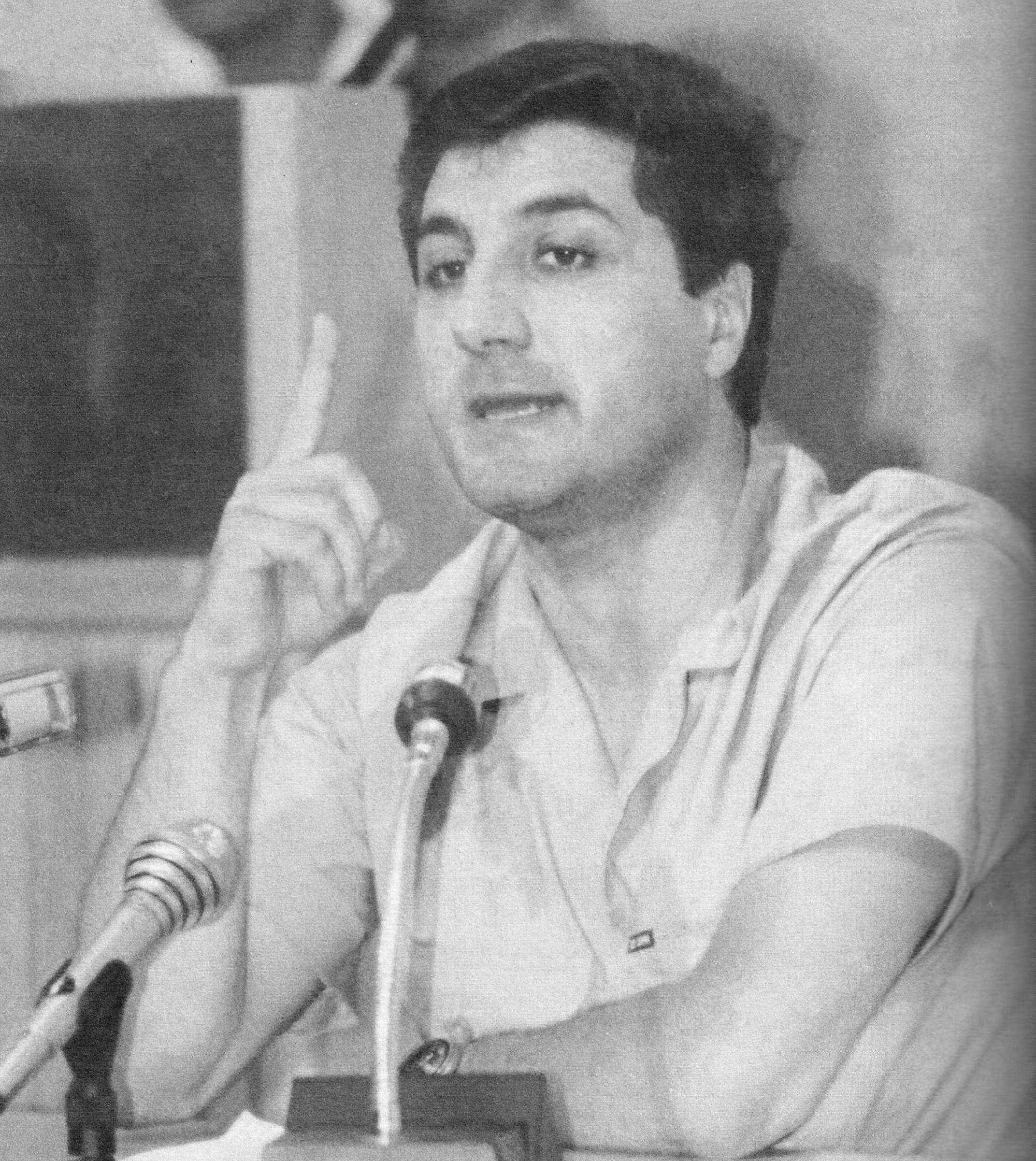
Libanons president Bashir Gemayel dödas i ett attentat.

- 4 september – 400 personer omkommer och 15 miljoner blir hemlösa vid översvämningar i Indien[13].
- 11 september
  - 44 personer omkommer då en amerikansk helikopter störtar över Västtyskland[1].
  - Humorgruppen Galenskaparna och barbershopgruppen After Shave ingår ett samarbete och bildar Galenskaparna och After Shave.
- 13 september – Minst 51 personer omkommer då ett spanskt flygplan med 393 personer i havererar vid starten i Malaga[11].
- 14 september – Libanons president Bashir Gemayel dödas när en bomb spränger partihögkvarteret i bitar.
- 16 september
  - Cirka 700–800 människor dödas av falangisterna vid massakern i de palestinska flyktinglägren Sabra och Shatila i Beirut.
  - Skogsbrand vållar skador för 75 miljoner SEK i Älmhult, Sverige[3].

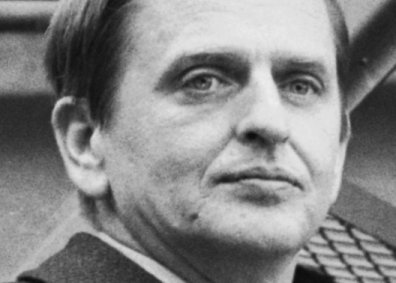
Riksdagsval i Sverige.

- 18 september – Över 1 000 oskyddade palestinska flyktingar massakreras i läger i Beirut av kristen högermilis[4]. Israeliska soldater finns på plats, men gör inget för att stoppa massakern[5].
- 19 september – SAP segrar i det svenska riksdagsvalet och Olof Palme kan återigen bilda regering efter sex år[4]. SAP får tolv nya mandat[9]. Även Moderaterna går framåt medan de båda borgerliga regeringspartierna backar[9]. SAP får 166 mandat, och de borgerliga får 163 mandat[2].
- 20 september
  - USA:s marinsoldater lämnar Libanon[6]..
  - Sveriges statsminister Thorbjörn Fälldin lämnar in sin avskedsansökan.
- 23 september – Sverige fälls i Europadomstolen som slår fast att två fastighetsägare i Stockholm har fått sina ekonomiska rättigheter kränkta.
- 25 september – 6 personer omkommer då ett sovjetiskt trafikflygplan havererar och fattar eld vid landningsbanan i Luxemburg[11].
- 26 september – Skandinaviens första provrörsbarn föds på Sahlgrenska sjukhuset i Göteborg[9].
- 27 september – Norrbottens landshövding Ragnar Lassinantti inviger den sista etappen av vägen Kiruna–Narvik[2].
- 29 september – USA:s president Ronald Reagan meddelar att USA skickar 1 200 marinsoldater till en multinationell styrka i Libanon för att assistera PLO:s tillbakadragande från Beirut[6].
- 30 september – Lennart Hyland slutar på SR[14].

### Oktober
- 1 oktober
  - CD introduceras i USA.[15]

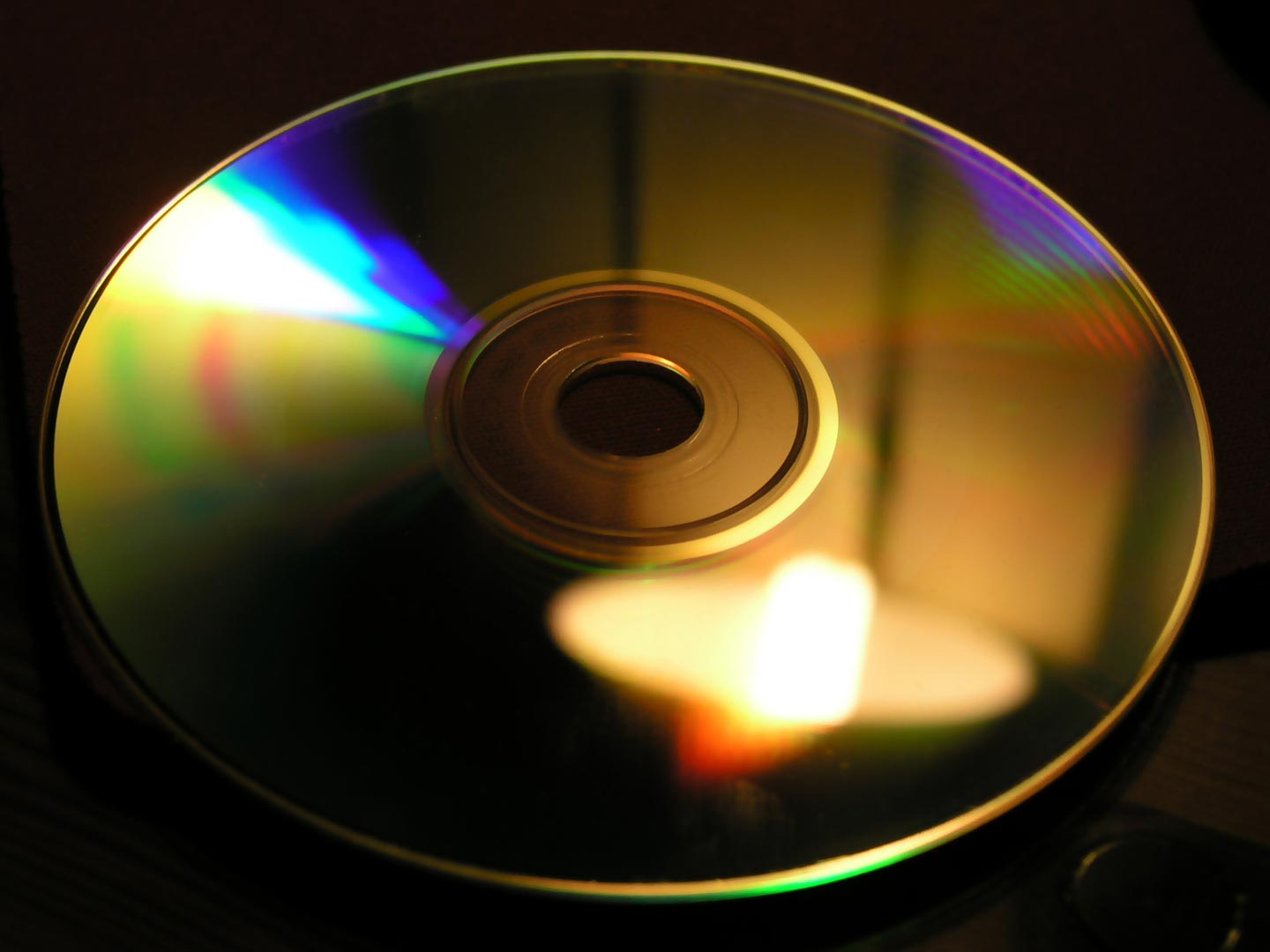
CD introduceras i USA.

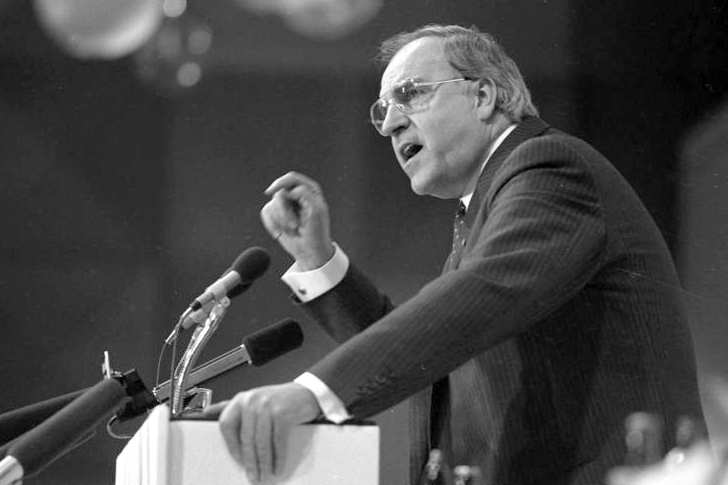
Helmut Kohl väljs till Västtysklands nye förbundskansler.

  - CDU:s Helmut Kohl väljs till Västtysklands nye förbundskansler[4].
  - En planerad statskupp i Spanien avslöjas.
  - Det svenska försvaret får indikation på en främmande ubåt i Hårsfjärden i Stockholms skärgård vilket utlöser fyra veckors jakt bevakad av massmedia från hela världen[9].
- 5 oktober – 6 personer omkommer vid en villabrand i Viared[1].
- 8 oktober
  - Den nya svenska socialdemokratiska regeringen under Olof Palme tillträder[9].
  - Svenska kronan devalveras med 16 % och allmänt prisstopp införs[4] som den nya SAP-regeringens första beslut. Den svenska momsen höjs (men mjölk, ost och fisk subventioneras), liksom tobaksskatten.
  - Den tidigare borgerliga regeringens beslut om karensdagar rivs upp.
- 19 oktober – 20 polacker tar sig med ett besprutningsflygplan till Sturup och begär asyl[9].
- 24 oktober – På FN-dagen bildar 25 000 fredsdemonstranter kedja mellan Sovjetunionens och USA:s Sverige-ambassader[9].
- 25 oktober – 25 personer omkommer då ett vårdhem för utvecklingsstörda i Sundsvall, Sverige eldhärjas[1].
- 28 oktober – Efter över 40 år får Spanien en vänsterregering, då socialisterna ledda av Felipe González vinner parlamentsvalet[4].
- 29 oktober – Jakten på främmande u-båt i Hårsfjärden, som pågått nära en månad, blir resultatlös och avbryts[4].

### November
- 8 november – 27 personer omkommer vid en fängelsebrand i USA[1].
- 12 november – Jurij Andropov väljs till ny partiordförande efter Leonid Brezjnev i Sovjetunionen[4].
- 15 november – Lech Wałęsa, ledare för den polska fackföreningsrörelsen Solidaritet, friges från sin internering.
- 23 november – Det blir känt att en explosion i stålverket i Surahammar, Sverige den 23 september 1982 ledde till brand i några kondensatorer innehållande PCB och dibensofuran, ett gift som inte får förekomma ens i minsta koncentration. Saneringsarbete pågår, och bruket antas inte kunna användas igen förrän hösten 1983, eventuellt läggs det ner[3].
- 25 november
  - Atomavfallsfartyget M/S Sigyn går på grund på väg in till Barsebäcks kärnkraftverk.
  - Stig Malm utses till ordförande för LO efter Gunnar Nilsson[4].
- 26 november – Massafabriken i nordvietnamesiska Bai Bang invigs av Roine Carlsson. Projektet blir Sveriges mest omdiskuterade biståndsprojekt och kostar 2 miljarder kronor.
- 30 november – Världens mest sålda musikalbum genom tiderna, Michael Jacksons Thriller, börjar säljas.

### December
- 1 december – Sveriges försvarsminister Börje Andersson lämnar regeringen på grund av att han vantrivs i Stockholm.
- 2 december – Världens första konstgjorda hjärta opereras in i en människa på ett sjukhus i Salt Lake City i USA.
- 7 december – Den första avrättningen genom dödlig injektion genomförs i USA. Den avrättade är Charlie Brooks Jr.
- 8 december
  - Sveriges riksdag släpper fritidsfisket fritt i Östersjön.
  - Det amerikanska representanthuset avslår presidentens begäran om pengar till MX-robotar.
- 10 december
  - Sune Bergström, Sverige och Bengt Samuelsson, Sverige får Nobelpriset i medicin och Alva Myrdal, Sverige delar Nobels fredspris[9].
  - Steven Spielbergs film E.T. har premiär i Sverige.
- 12 december – 8 000 kvinnor omringar NATO-basen Greenham Common i England, i protest mot att placera kryssningsrobotar i Europa[5].
- 13 december
  - 3 000 personer omkommer vid ett jordskalv i Nordjemen[13].
  - Den första Olive Garden-restaurangen öppnas i Florida.
- 15 december – Spanien öppnar gränsgrindarna till Gibraltar, vilka stängdes av Francisco Franco i juni 1969.[16]
- 17 december – Ingmar Bergmans enligt egen uppgift sista film, Fanny och Alexander, har svensk biopremiär[4].
- 19 december – 200 personer omkommer då oljecisterner i Venezuela exploderar[1].
- 31 december – Restaurang Fontainebleau i Stockholm sprängs[9].

### Okänt datum
- Den borgerliga svenska regeringens och socialdemokraternas förslag om sänkta marginalskatter antas.
- Folkpartiet tillsätter en kommission för att utreda orsakerna till det kraftiga röstraset i valet.
- Öresundsvarvet i Landskrona läggs ner.
- Den svenska regeringen tillsätter en ubåtsskyddskommission för att undersöka om Sveriges territorialvatten verkligen har kränkts av främmande ubåtar.
- Den svenska statsrådsberedningen omorganiseras.
- Den nya Socialtjänstlagen[17] och LVU införs i Sverige.
- Samvetsklausulen, som gjort att Svenska kyrkans kvinnoprästmotståndare kunnat vägra att prästviga kvinnor, upphävs.
- Sveriges första kvinnliga officerare utexamineras vid svenska flygvapnet[9].
- Folkökningen i Sverige är den lägsta på 110 år, 3 000 personer[9].
- Måltipset införs i Sverige.
- En ny flagglag införs i Sverige. Härvid bestäms de exakta nyanserna av gult och blått i den svenska flaggan. Dessutom blir det inte längre olagligt att trampa på flaggan, att lägga den på marken eller ha den uppe dygnet runt.
- Sveriges guldreserv, som dittills har förvarats i Bodens fästning, flyttas till Stockholm.
- Andorra tillsätter en egen regering.
- Björn Rosengren väljs till ordförande för TCO[9].

## Födda

### Första kvartalet

#### Januari
- 5 januari – Janica Kostelić, kroatisk alpin skidåkare.
- 7 januari
  - Kenneth "Kenny" Egan, irländsk amatörboxare.
  - Joachim Johansson, svensk tennisspelare.
- 10 januari – Josh Ryan Evans, amerikansk skådespelare.
- 14 januari – Victor Valdés, spansk fotbollsspelare, målvakt.
- 19 januari – Jodie Sweetin, amerikansk skådespelare.
- 23 januari
  - Ashi Kesang Choden, bhutanesisk prinsessa.
  - Princess Donna, amerikansk skådespelare och regissör
  - Geoffrey Wigdor, amerikansk skådespelare.
- 31 januari – Helena Paparizou, svensk-grekisk musiker, fotomodell och skådespelare.

#### Februari
- 5 februari – Luigi Di Costanzo, italiensk vattenpolospelare.
- 6 februari – Bojan Djordjic, svensk fotbollsspelare.
- 14 februari – Marian Gaborik, slovakisk ishockeyspelare.
- 25 februari – Robert Willstedt, trummis i svensk/tyska hårdrocksbandet Moonlight Agony.
- 17 februari – Adriano Leite Ribeiro (Adriano), brasiliansk fotbollsspelare.

#### Mars
- 2 mars
  - Henrik Lundqvist, svensk ishockeyspelare, målvakt.
  - Joel Lundqvist, svensk ishockeyspelare, forward.
- 3 mars – Jessica Biel, amerikansk skådespelare.
- 8 mars – Thalia Munro, amerikansk vattenpolospelare.
- 9 mars – Tobias Hysén, svensk fotbollsspelare.
- 13 mars – Olli Malmivaara, finländsk ishockeyspelare.
- 14 mars – Chu Mu-Yen, taiwanesisk taekwondoutövare.
- 16 mars – Dian Sastrowardoyo, indonesisk skådespelare.
- 18 mars – Timo Glock, tysk racerförare.
- 19 mars – Malin Olsson, svensk programledare.
- 20 mars – Alette Sijbring, nederländsk vattenpolospelare.
- 23 mars – Sinthaweechai Hathairattanakool, thailändsk fotbollsmålvakt.
- 24 mars – James Napier, nyzeeländsk skådespelare, medverkade i The Tribe.

### Andra kvartalet

#### April
- 1 april
  - Sam Huntington, amerikansk skådespelare.
  - Andreas Thorkildsen, norsk spjutkastare.
  - Gunnar Heidar Thorvaldsson, isländsk fotbollsspelare, vann allsvenskan skytteliga 2005.
  - Zhang Xiaoping, kinesisk amatörboxare.
- 3 april – Tuomo Puumala, finländsk politiker.
- 14 april – Deen, bosnisk sångare.
- 15 april – Seth Rogen, amerikansk skådespelare i Nollor och nördar.
- 26 april – Jon Lee, brittisk musiker.
- 30 april – Kirsten Dunst, amerikansk skådespelare.

#### Maj
- 5 maj – Ari Koponen, finländsk politiker.
- 23 maj – Frida Nordin, svensk fotbollsspelare.
- 26 maj – Yoko Matsugane, japansk fotomodell.
- 29 maj – Ana Beatriz Barros, brasiliansk fotomodell.
- 30 maj – Mmoloki Nogeng, botswansk boxare.
- 31 maj – Jonathan Tucker, amerikansk skådespelare.

#### Juni
- 1 juni – Justine Henin-Hardenne, belgisk tennisspelare.
- 3 juni
  - Jonas Larholm, svensk handbollsspelare.
  - Jelena Isinbajeva, rysk stavhoppare.
- 10 juni
  - Laleh Pourkarim (alternativt "Laleh"), svensk musiker.
  - Prinsessan Madeleine, svensk prinsessa[9].
  - Mats Björke, svensk musiker.
- 17 juni – Stina Segerström, svensk fotbollsspelare.
- 21 juni – Prins William, hertig av Cambridge, brittisk prins, Charles och Dianas (äldste) son.
- 23 juni – Martin Rolinski, svensk musiker, sångare i Bodies Without Organs.
- 26 juni – Axel Darvik, svensk riksdagsledamot (fp).

### Tredje kvartalet

#### Juli
- 1 juli – Hilaire Burton, amerikansk skådespelare.
- 5 juli – Kate Gynther, australisk vattenpolospelare.
- 8 juli
  - Sophia Bush, amerikansk skådespelare.
  - Marc Richards, engelsk fotbollsspelare.
- 10 juli – Sebastian Mila, polsk fotbollsspelare.
- 16 juli – Carli Lloyd, amerikansk fotbollsspelare.
- 17 juli – Natasha Hamilton, brittisk sångare, medlem i Atomic Kitten.
- 19 juli – Raphael Assunção, brasiliansk MMA-utövare.
- 20 juli – Oscar Steen, svensk ishockeyspelare.
- 24 juli – Anna Paquin, nyzeeländsk skådespelare.
- 25 juli – Brad Renfro, amerikansk skådespelare.
- 28 juli – Ilir Latifi, svensk MMA-utövare
- 30 juli
  - Becki Pipette, brittisk sångare.
  - Martin Starr, amerikansk skådespelare i Nollor och nördar.
  - Yvonne Strahovski, australisk skådespelare.

#### Augusti
- 2 augusti – Joakim Strand, finländsk politiker.
- 5 augusti – Ryu Seung-Min, sydkoreansk bordtennisspelare.
- 11 augusti – Antti Lindtman, finländsk socialdemokratisk politiker.
- 24 augusti – Kim Källström, svensk fotbollsspelare.
- 28 augusti – LeAnn Rimes, amerikansk sångare.
- 30 augusti – Andy Roddick, amerikansk tennisspelare.

#### September
- 10 september – Staffan Kronwall, svensk ishockeyspelare.
- 15 september – Sofia Jannok, svensk-samisk artist.
- 18 september
  - Peter Budaj, slovakisk ishockeymålvakt.
  - George Mourad, svensk-assyrisk fotbollsspelare.
  - Igor Vovkovinskiy, ursprungligen ukrainare bosatt i USA. USA:s längsta person från 2010.
- 22 september
  - Billie Piper, brittisk sångare och skådespelare.
  - Kosuke Kitajima, japansk simmare.
- 24 september – Antonio Petrović, montenegrinsk vattenpolospelare.
- 25 september – Edward af Sillén, svensk manusförfattare och regissör.
- 27 september
  - Markus Rosenberg, svensk fotbollsspelare.
  - Lil' Wayne, amerikansk rappare.
- 30 september
  - Lacey Chabert, amerikansk skådespelare.
  - Kieran Culkin, amerikansk skådespelare.

### Fjärde kvartalet

#### Oktober
- 7 oktober – Anastasija Stotskaja, rysk sångare, skådespelare och musikalartist.
- 13 oktober – Ian Thorpe, australisk simmare.
- 20 oktober – Ahmad Alenemeh, iransk fotbollsspelare.
- 28 oktober – Matt Smith, brittisk skådespelare.

#### November
- 2 november – Johan Wissman, svensk friidrottare.
- 4 november
  - Marie Agerhäll, svensk manusförfattare, regissör och skådespelare.
  - Henrik JP Åkesson, svensk regissör.
- 8 november – Lynndie England, amerikansk militär.
- 11 november – Asafa Powell, jamaicansk friidrottare, världsrekordhållare på 100 meter från 2005.
- 12 november – Anne Hathaway, amerikansk skådespelare.
- 30 november
  - Elisha Cuthbert, kanadensisk skådespelare.
  - Jason Pominville, kanadensisk hockeyspelare.

#### December
- 4 december – Nick Vujicic, australisk predikant, motivationstalare och direktör för organisationen Liv utan lemmar.
- 6 december – Alberto Contador, spansk cyklist.
- 30 december – Kristin Kreuk, kanadensisk skådespelare.
- 31 december – Kikkan Randall, amerikansk längdåkare.

## Avlidna

### Första kvartalet

#### Januari
- 3 januari – Heidi Blomstedt, 70, finländsk formgivare.
- 12 januari – Tryggve Jerneman, 85, svensk skådespelare.
- 19 januari – Börje Larsson, 71, svensk regissör, manusförfattare, sångtextförfattare och skådespelare.
- 22 januari – Eduardo Frei Montalva, 71, chilensk politiker, Chiles president 1964–1970.
- 30 januari
  - Tora Dahl, 95, svensk författare.
  - Stanley Holloway, 91, brittisk skådespelare.

#### Februari
- 6 februari – Ben Nicholson, 87, brittisk konstnär.
- 10 februari – Olov Wigren, 67, svensk skådespelare.
- 11 februari – Eleanor Powell, 69, amerikansk skådespelare, stepdansör.
- 17 februari – Thelonious Monk, 64, amerikansk jazzmusiker.

#### Mars
- 1 mars – Harry Kullman, 63, svensk författare.
- 2 mars – Philip K. Dick, 53, amerikansk sci-fi-författare.
- 5 mars – John Belushi, 33, amerikansk skådespelare.
- 6 mars – Ayn Rand, 77, rysk-amerikansk filosof och författare.
- 10 mars – Erik "Kiruna-Lasse" Larsson, 69, svensk längdåkare, OS-medaljör.
- 18 mars – Rune B. Johansson, 67, svensk politiker, inrikesminister 1957–1969, industriminister 1971–1976.
- 19 mars – Randy Rhoads, 25, amerikansk gitarrist, flygolycka.
- 21 mars – Mazlum Doğan, kurdisk politiker.
- 22 mars
  - Pericle Felici, 70, italiensk kardinal.
  - Ingemar Holde, 66, svensk skådespelare.
- 24 mars – Erik Lundegård, 82, kåsör (signaturen Eld).
- 25 mars – Kai Gullmar, 76, svensk schlagerkompositör, sångare och skådespelare.
- 26 mars – Anders Börje, 62, svensk sångare, kompositör och skådespelare.
- 29 mars – Carl Orff, 86, tysk kompositör och pedagog.
- 31 mars – Walter Hallstein, 80, tysk politiker.

### Andra kvartalet

#### April
- 6 april – Elsa Björkman-Goldschmidt, 93, svensk författare.
- 7 april – Harald Ertl, 33, österrikisk racerförare.
- 15 april
  - Gunnar Ekwall, 71, svensk skådespelare.
  - Arthur Lowe, 66, brittisk skådespelare.
- 25 april – John Cody, 74, amerikansk ärkebiskop och kardinal.
- 27 april – Johannes Hentschel, 73, tysk elektromekaniker.
- 30 april – Ingemar Hedenius, 74, svensk professor i filosofi och författare[9].

#### Maj
- 1 maj – William Primrose, 77, brittisk violast.
- 3 maj – Hortensia Hedström, 91, svensk operettsångare och skådespelare.
- 8 maj – Gilles Villeneuve, 32, kanadensisk racerförare.
- 23 maj – Alex Södergren, 88, svensk väg- och vattenbyggnadsingenjör.
- 29 maj – Romy Schneider, 43, österrikisk-tysk skådespelare.

#### Juni
- 1 juni
  - Per G. Holmgren, 72, svensk regissör, manusförfattare, kompositör och sångtextförfattare.
  - Art Pepper, 56, amerikansk jazzmusiker.
- 5 juni – Olle Hellbom, 56, svensk filmregissör.
- 6 juni – Gösta Rodin, 80, svensk regissör, manusförfattare och filmklippare.
- 8 juni – Satchel Paige, 75, amerikansk basebollspelare.
- 9 juni – Kalle Schröder, 68, svensk tennisspelare.
- 10 juni – Rainer Werner Fassbinder, 37, tysk författare, regissör.
- 12 juni – Marie Rambert, 94, polsk-brittisk ballerina.
- 16 juni
  - Georg Leibbrandt, 82, tysk nazistisk politiker.
  - James Honeyman-Scott, 25, brittisk musiker.
- 18 juni – Curd Jürgens, 66, tysk skådespelare.
- 23 juni – Helmer Linderholm, 66, svensk författare.
- 24 juni – Torvald Andersson, 68, grundläggare av det svenska inrikesflyget.
- 29 juni – Pierre Balmain, 68, fransk modeskapare.

### Tredje kvartalet

#### Juli
- 3 juli – Annibale Bugnini, 70, italiensk katolsk ordenspräst, titulärärkebiskop.
- 6 juli – Hilding Bladh, 75, svensk filmfotograf.
- 8 juli – Isa Miranda, 77, italiensk skådespelare.
- 12 juli – Kenneth More, 67, brittisk skådespelare.
- 20 juli – Okot p'Bitek, 51, ugandisk författare.
- 23 juli – Vic Morrow, 53, amerikansk skådespelare.
- 22 juli – Sven Paddock, 73, svensk sångtextförfattare, kompositör och radioman.
- 28 juli – Keith Green, 28, amerikansk gospelsångare, kompositör och musiker.
- 29 juli – Harold Sakata, 62, amerikansk skådespelare.

#### Augusti
- 7 augusti – Urban Sahlin, 41, svensk skådespelare.
- 11 augusti – Folmar Blangsted, 77, dansk-amerikansk filmregissör, klippare och manusförfattare.
- 12 augusti
  - Henry Fonda, 77, amerikansk skådespelare.
  - Salvador Sánchez, 23, mexikansk boxare, världsmästare i fjädervikt 1980–1982.
- 13 augusti – Bjarne Andersen, 73, norsk skådespelare, manusförfattare och regissör.
- 15 augusti – Hugo Theorell, 79, svensk biokemist, nobelpristagare.
- 20 augusti – Ulla Jacobsson, 53, svensk skådespelare.
- 21 augusti – Taisto Martiskainen, 39, finländsk skulptör.
- 29 augusti – Ingrid Bergman, 67, svensk skådespelare.

#### September
- 1 september – Władysław Gomułka, 77, polsk politiker.
- 3 september – Carlo Alberto dalla Chiesa, 61, italiensk general.
- 5 september – Douglas Bader, 72, brittisk RAF-legend.
- 8 september – Folke Hamrin, 70, svensk skådespelare.
- 10 september – Carl-Hugo Calander, 61, svensk skådespelare.
- 13 september – Marcus Wallenberg, 82, svensk företagsledare[4], VD för Stockholms Enskilda Bank och ordförande för SE-banken[9] samt tennisspelare.
- 14 september
  - Bashir Gemayel, 34, libanesisk officer och politiker, mördad.
  - Grace Kelly, 52, amerikansk skådespelare, furstinna av Monaco, efter skadorna i bilolycka[5].
  - Kristján Eldjárn, 65, isländsk arkeolog och museiman, Islands president 1968–1980.
- 17 september – Catrin Westerlund, 48, svensk skådespelare.

### Fjärde kvartalet

#### Oktober
- 4 oktober
  - Ahmad Hasan al-Bakr, 68, irakisk militär och politiker, Iraks president 1968–1979.
  - Glenn Gould, 50, kanadensisk pianist.
  - G.S. Pathak, 86, indisk domare och politiker, vicepresident 1969–1974.
- 6 oktober – Arne Furumark, 79, svensk arkeolog.
- 9 oktober – Anna Freud, 86, österrikisk-brittisk psykoanalytiker.
- 10 oktober – Anna-Lisa Ryding, 79, svensk skådespelare och sångare.
- 11 oktober – Carl Fredrik Lemmel, 82, svensk militär.
- 18 oktober – Pierre Mendès-France, 75, fransk politiker.
- 23 oktober – Hans Grüneberg, 75, brittisk genetiker.
- 27 oktober – Mary Gräber, 90, svensk skådespelare.
- 30 oktober – Karl Ragnar Gierow, 78, svensk regissör, manusförfattare, skådespelare och sångtextförfattare.

#### November
- 4 november
  - Jacques Tati, 75, fransk komiker och regissör.
  - Dominique Dunne, 22, amerikansk skådespelare.
- 7 november – Leo Myhrán, 55, svensk skådespelare och inspicient.
- 10 november – Leonid Brezjnev, 75, Sovjetunionens statschef[4].
- 13 november – Curt Siwers, 82, svensk skådespelare.
- 16 november – Mim Ekelund, 80, svensk dansös och skådespelare.
- 17 november – Eduard Tubin, 77, estländsk-svensk kompositör.
- 21 november – Gertie Löweström, 84, svensk skådespelare.

#### December
- 2 december – Marty Feldman, 48, brittisk skådespelare.
- 16 december – Colin Chapman, 54, brittisk racerbilskonstruktör.
- 17 december – Homer S. Ferguson, 93, amerikansk republikansk politiker, diplomat och jurist, senator 1943–1955.
- 18 december – Hans-Ulrich Rudel, 66, tysk flygöverste under andra världskriget.
- 20 december – Arthur Rubinstein, 95, polsk-amerikansk pianist.
- 24 december – Louis Aragon, 85, fransk författare (dadaist).
- 25 december – Gustaf Färingborg, 74, svensk skådespelare.
- 27 december – Jack Swigert, 51, amerikansk astronaut.
- 29 december – Hugh Gallen, 58, amerikansk demokratisk politiker, guvernör i New Hampshire 1979–1982.
- 31 december – Otto Hofmann, 86, tysk SS-officer.

## Nobelpris
- Fysik – Kenneth G Wilson, USA[18]
- Kemi – Sir Aaron Klug, Storbritannien[18]
- Medicin
  - Sune Bergström, Sverige[18]
  - Bengt Samuelsson, Sverige[18]
  - John R Vane, Storbritannien[18]
- Litteratur – Gabriel García Márquez, Colombia[18]
- Fred
  - Alva Myrdal, Sverige[18]
  - Alfonso García Robles, Mexiko[18]
- Ekonomi – George J Stigler, USA[18]

### Fotnoter
1. 1 2 3 4 5 6 7 8 9 10 11 12 13 14 15 16 17  Faktakalendern 1996, Semic, 1995
2. 1 2 3 4 5 6 7 8  Sverige 1900-talet – 1982, NE, Bra Böcker, 2000
3. 1 2 3 4  Faktakalendern 1997, Semic, 1996
4. 1 2 3 4 5 6 7 8 9 10 11 12 13 14 15 16 17  20:e århundrades När Var Hur – 1982, Bernt Himmelstedt, Forum, 1999
5. 1 2 3 4 5  100 år med Aftonbladet – 1982, 1999
6. 1 2 3 4  ”USA:s militära insatser i utlandet”. Arkiverad från originalet den 9 december 2013. https://web.archive.org/web/20131209174005/http://www.history.navy.mil/library/online/forces.htm. Läst 31 januari 2011.
7. ↑  Faktakalendern 2000 – 1982 (Sverige), 1999
8. 1 2  Faktakalendern 2000 – 1982 (Utlandet), Semic, 1999
9. 1 2 3 4 5 6 7 8 9 10 11 12 13 14 15 16 17 18  Hundra år i Sverige – 1982, Hans Dahlberg, Albert Bonniers, 1999
10. ↑   De lördagsstängda åren, Systembolaget /systembolagethistoria.se (läst 3 juli 2025)
11. 1 2 3  Hundra år i Sverige – 1979, Hans Dahlberg, Albert Bonniers, 1999
12. ↑  Clarence Tsui, South China Morning Post, 12/12/99, webpage: ITobacco330 Arkiverad 13 januari 2013 hämtat från the Wayback Machine..
13. 1 2  Faktakalendern 2006, Semic, 2005
14. ↑  ”100 år med Aftonbladet”. http://wwwc.aftonbladet.se/special/1900/50/tv.html. – Titta... på Hajen ...och Ria...och Hyland, 1999
15. ↑  ”CED in the History of Media Technology (läst 8 april 2011)”. http://www.cedmagic.com/history/sony-cdp-101.html.
16. ↑   Horisont 1982. Bertmarks. Läst 12 april 2025
17. ↑  Sverige 1900-talet – Sweden, the Middle Way?, NE, Bra Böcker, 2000
18. 1 2 3 4 5 6 7 8 9  ”Nobelpriset”. https://www.nobelprize.org/prizes/lists/all-nobel-prizes/. Läst 10 april 2011.